# تسونیاسو می‌یاموتو

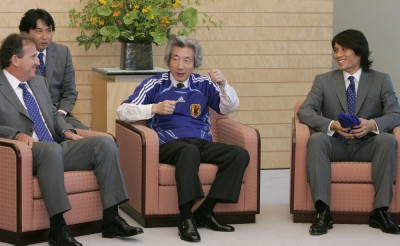
تسونیاسو می‌یاموتو (نفر اول سمت راست تصویر) - ۲۰۰۶

تسونیاسو می‌یاموتو (به انگلیسی: Tsuneyasu Miyamoto) بازیکن فوتبال اهل ژاپن و عضو تیم ملی فوتبال ژاپن است که در تاریخ ۱۸ ژوئن ۲۰۰۰ میلادی اولین بازی ملی‌اش را انجام داد. او در ۷۱ بازی ملی حضور داشت و آخرین بازی ملی خود را در تاریخ ۱۸ ژوئن ۲۰۰۶ میلادی انجام داد. تسونیاسو می‌یاموتو در بازی‌های ملی‌اش
۳ گل به ثمر رساند.